# 吳少誠
吳少誠（？—810年1月6日），唐朝申蔡節度使。
少年從軍，因節度使庾準的信任，成為牙門將。後來成為李希烈手下大將，任淮西兵馬使。貞元二年（786年）七月，吳少誠殺陳仙奇，自為留後，唐德宗拜為申蔡節度使。
贞元十五年（799年）三月，吳少誠叛乱，德宗下诏削其官爵，出兵讨伐，但一戰溃败。贞元十六年（800年）二月再讨之，五月诸军又大敗。朝廷见无法讨平吴少诚，下诏赦免，承認其地位，加封检校仆射。唐顺宗年间又加同中书门下平章事，唐宪宗年间又迁检校司空，封濮阳郡王。
吳少誠寵任大将吳少陽，收為契弟，署为军职，累迁申州刺史。後少诚病危時，少誠家奴「鲜于熊儿」勾結吴少阳，軟禁少誠，殺少诚之子吴元庆，少誠憂憤而卒，吴少阳自立為留后，朝廷讨伐無功，遂賜詔書真除。
吴少诚有小女婿董重质，後投降朝廷，任夏綏節度使。

## 延伸阅读
[在维基数据编辑]
 《舊唐書·卷145》，出自刘昫《舊唐書》
 《新唐書·卷214》，出自《新唐書》